# Acrocercops isodelta
Acrocercops isodelta är en fjärilsart som beskrevs av Edward Meyrick 1908. Acrocercops isodelta ingår i släktet Acrocercops och familjen styltmalar.
Artens utbredningsområde är Sri Lanka. Inga underarter finns listade i Catalogue of Life.